# پول دزدی (فیلم ۱۹۷۱)
پول دزدی (به هندی: Paraya Dhan) فیلمی محصول سال ۱۹۷۱ و به کارگردانی راجندرا باتیا است. در این فیلم بازیگرانی همچون بالراج ساهنی، راکیش روشن، هما مالینی، آجیت خان، شوبها، آبی باتاچاریا، آچالا ساچدف، اوم پراکاش ایفای نقش کرده‌اند.